# جوسيف لينز
جوسيف لينز (بالألمانية: Josef Lenz)‏ هو متسابق على الجليد بمزلاجة ومدرب رياضي ألماني، ولد في 8 فبراير 1934 في شونآو أم كونيغزيه في ألمانيا.